# Roger el Poiteví
Roger el Poiteví (mort ca. 1122/40), lord d'Eye i Lancaster a Anglaterra, fou un noble anglonormand fill de Roger II de Montgommery.
No va heretar cap de les terres de la família. Una mica abans de la redacció del Domesday Book el 1086, va adquirir, probablement mercès a la influència del seu pare, un gran domini a Anglaterra, amb terres als comtats de Yorkshire, Lincolnshire, Ànglia Oriental i altres; la part principal de l'honor estava entre el que s'anomenava aleshores inter Mersam et Ripam, això és entre el Mersey i el Ribble, territori conegut avui dia com el Lancashire, i el seu honor és anomenat (a posteriori) com honor de Lancaster; al Domesday Book té un status estrany que sembla indicar que estava en vies de perdre les terres al moment de la seva redacció; abans de la data de redacció (1086) es va casar amb Almodis de la Marca, filla del comte Adelbert II de la Marca (1047-1088), i germana (i hereva des de 1088) del comte Bosó III de la Marca (1088-1091); aquest era solter i no tenia descendència i Almodis fou proclamada comtessa el 1091 i Roger va esdevenir comte uxori (per dret de la muller). El 1087 fou restaurat en les terres angleses i poc després va aconseguir l'important honor d'Eye al Suffolk. Hauria donat suport a Robert Courteheuse durant la rebel·lió de 1088 contra el rei anglès Guillem el Roig. No se sap res de la seva vida entre 1094 i 1100. Des de 1102 només apareix en afers del comtat de la Marca. Va tenir una filla de nom Mata o Matilde, que a la mort de la mare el 1116 va ser proclamada comtessa, però el pare va seguir administrant el comtat fins a la seva mort en data incerta entre 1122 i 1140.